# Преткосовски циклус
Преткосовски циклус је циклус песама српске епске поезије у који спадају песме чије се радње одвијају пре Косовске битке. Песме певају о догађајима у Србији од краја 12. века до Косовске битке и садрже врло мало историјских чињеница. Песме овог циклуса спадају у најстарије записане епске песме и њихов број је релативно мали. Овде спадају пре свега песме о владајућој лози Немањића (Душану, Урошу, Сави) и Мрњавчевићима (Вукашину, Угљеши и Гојку). Иако се о њима зна доста као о историјским личностима народне песме доносе посебно народно виђење српских средњовековних великаша и говоре о успону српске феудалне државе. У песмама из тог циклуса доминантан је мотив појединца, тј. једног хероја, једног јунака, као што је Милош Војиновић или војвода Момчило. Они су јунаци који су храбри у боју, мудри у миру, лукави са лажљивцима, добри са праведницима, непомирљиви са тиранима, величанствени и у победи и у поразу. Као што то традиција од њих тражи, оличење су чојства и јунаштва, за њих је њихова реч светиња и никада је не би погазили, чак ни по цену губитка живота. У њих је народ уградио све оно најбоље што је имао, морално и физички. Иако постоји много заједничкох црта у ликовима српских јунака, сваки од њих је посебан, јединствен.
Песме које припадају овом циклусу су међу најстаријим уопште записаним епским песмама, па је сходно томе и њихов број релативно мали. Најзначајније песме овога циклуса су: Женидба Душанова, Женидба краља Вукашина, Зидање Скадра, Урош и Мрњавчевићи и др.
У овим песмама доминантан је мотив појединаца хероја, као што су Милош Војиновић, војвода Момчило, па и Марко Краљевић. Они су јунаци који су храбри у боју, мудри у миру, лукави с лажљивцима, добри са праведницима, непомирљиви са тиранима, а величанствени у победи и у поразу. Као што то традиција од њих тражи, они су оличење чојства и јунаштва, за њих је њихова реч светиња и одржаће је по цену губитка живота. У њих је народ уградио све оно најбоље што је имао, морално и физички.

## Главни јунаци

### Милош Војиновић
Милош Војиновић је у песми сестрић Стефана Душана а историја га зна као великаша на Душановом двору. Он је у песми представљен не као племић (иако је високог рода) већ као обични човек из народа, чобанин. Кроз низ ситуација он показује јунаштво и снагу али и хумор што ће остати карактеристика многих будућих јунака епских песама. Као такав Милош Војиновић представља сина народних надања и жељену персонификацију српског народа. Храбар, јак и спреман на шалу у свакој па и најтежој ситуацији. Управо због тога Милош Војиновић је постао и остао један од најомиљенијих јунака наших епских песама.

### Војвода Момчило
Војвода Момчило је такође осликан као врло позитивна личност. Иако се појављује у само једној познатој песми Женидба краља Вукашина, војвода Момчило се због свог јунаштва сврстава у ред највећих српских јунака, као што су Марко Краљевић, Милош Обилић, Бановић Страхиња и други.
- Војвода Момчило се спомиње у песми Марко Краљевић и Пилип Драгиловић , као побратим Краљевића Марка(Ерлангенски рукопис ).[4]